# Norgesmesterskapet 1976
La Norgesmesterskapet 1976 fu la 71ª edizione della manifestazione. Si concluse il 24 ottobre 1976 con la finale all'Ullevaal Stadion, vinta dal Brann per due a uno sul Sogndal. La squadra campione in carica fu il Bodø/Glimt.

## Formula
La competizione fu interamente ad eliminazione diretta. Tutti i turni si svolsero in gara unica, con tempi supplementari in caso di parità. Nel caso di un pareggio persistente, fu previsto un altro incontro a campo invertito.

## Calendario

### Terzo turno
|                | Risultato    |              | Data      |
| -------------- | ------------ | ------------ | --------- |
| Mjølner        | 3-1          | Kirkenes     | 25 luglio |
| Henning        | 0-6          | Steinkjer    | 25 luglio |
| Nessegutten    | 0-2          | Bodø/Glimt   | 25 luglio |
| Folldal        | 3-3 (d.t.s.) | Aalesund     | 25 luglio |
| Vard Haugesund | 5-1          | Djerv 1919   | 28 luglio |
| Mjøndalen      | 0-0 (d.t.s.) | Pors         | 28 luglio |
| Kongsvinger    | 0-10         | Moss         | 28 luglio |
| Vålerenga      | 8-0          | Røros        | 28 luglio |
| Fredrikstad    | 5-0          | Åssiden      | 28 luglio |
| Molde          | 2-1          | Bergsøy      | 29 luglio |
| Brann          | 4-1          | Fana         | 29 luglio |
| Sogndal        | 2-1          | Viking       | 29 luglio |
| Start          | 3-0          | Fram Larvik  | 29 luglio |
| Odd Grenland   | 2-0          | Strømsgodset | 29 luglio |
| Aurskog        | 1-3          | HamKam       | 29 luglio |
| Sarpsborg      | 1-0          | Lillestrøm   | 29 luglio |

#### Ripetizione
|          | Risultato |           | Data      |
| -------- | --------- | --------- | --------- |
| Aalesund | 1-0       | Folldal   | 29 luglio |
| Pors     | 0-1       | Mjøndalen | 29 luglio |

### Quarto turno
|                | Risultato    |             | Data      |
| -------------- | ------------ | ----------- | --------- |
| Steinkjer      | 3-0          | Mjølner     | 15 agosto |
| Vålerenga      | 2-0          | Mjøndalen   | 15 agosto |
| HamKam         | 0-1          | Sogndal     | 15 agosto |
| Odd Grenland   | 2-1          | Fredrikstad | 15 agosto |
| Vard Haugesund | 5-0          | Sarpsborg   | 15 agosto |
| Moss           | 0-4 (d.t.s.) | Start       | 15 agosto |
| Aalesund       | 2-4          | Brann       | 15 agosto |
| Bodø/Glimt     | 5-2 (d.t.s.) | Molde       | 18 agosto |

### Quarti di finale
|              | Risultato    |                | Data        |
| ------------ | ------------ | -------------- | ----------- |
| Brann        | 1-0          | Bodø/Glimt     | 5 settembre |
| Odd Grenland | 1-2          | Vard Haugesund | 5 settembre |
| Vålerenga    | 3-3 (d.t.s.) | Steinkjer      | 5 settembre |
| Sogndal      | 1-0          | Start          | 5 settembre |

#### Ripetizione
|           | Risultato |           | Data |
| --------- | --------- | --------- | ---- |
| Steinkjer | 3-2       | Vålerenga | N.D. |

### Semifinali
|           | Risultato |              | Data      |
| --------- | --------- | ------------ | --------- |
| Brann     | 3-0       | Odd Grenland | 6 ottobre |
| Steinkjer | 1-3       | Sogndal      | 6 ottobre |

### Finale
| Arbitro: | Johannessen |

|                       |           |                  |
| Aase 66’ Tronstad 86’ | Marcatori | 80’ Christiansen |

| Brann | Sogndal |

#### Formazioni
| Brann (4-3-3)   |  |                   |     |
|                 |  |                   |     |
| POR             |  | Jan Knudsen       |     |
| TD              |  | Helge Karlsen     |     |
| DC              |  | Per Egil Pedersen |     |
| DC              |  | Atle Bilsback     |     |
| TS              |  | Tore Nordtvedt    |     |
| CEN             |  | Egil Austbø       |     |
| CEN             |  | Atle Hellesø      | 46’ |
| CEN             |  | Neil MacLeod      |     |
| ATT             |  | Ingvald Huseklepp | 84’ |
| ATT             |  | Steinar Aase      |     |
| ATT             |  | Bjørn Tronstad    |     |
| A disposizione: |  |                   |     |
| POR             |  | Oddvar Træen      |     |
| CEN             |  | Frode Larsen      | 46’ |
| CEN             |  | Rune Pedersen     | 84’ |
| ATT             |  | Endre Blindheim   |     |
| Allenatore:     |  |                   |     |
| Billy Elliott   |  |                   |     |

| Sogndal (4-3-3) |  |                   |     |
|                 |  |                   |     |
| POR             |  | Leon Hovland      |     |
| TD              |  | Willy Ljøsne      | 88’ |
| DC              |  | Jon Navarsete     |     |
| DC              |  | Torodd Helle      |     |
| TS              |  | Gunnar Haare      |     |
| CEN             |  | Magdalon Sæthre   |     |
| CEN             |  | Ingvar Stadheim   |     |
| CEN             |  | Johan Johannessen |     |
| ATT             |  | Svein Bakke       |     |
| ATT             |  | Knut Christiansen |     |
| ATT             |  | Rolf Navarsete    | 89’ |
| A disposizione: |  |                   |     |
| DIF             |  | Jarle Skartun     | 88’ |
| ATT             |  | Terje Nysæther    | 89’ |
| Allenatore:     |  |                   |     |
| Arnor Svedal    |  |                   |     |